# Aldrovanda
- Commons
- Wikispecies

Aldrovanda L. é um género botânico pertencente à família Droseraceae. 
É uma planta carnívora aquática, não enraizante, dotada de armadilhas ativas. 
Nativa em regiões dispersas da Europa, Ásia, Austrália e África.

## Espécies
| - Aldrovanda vesiculosa - †Aldrovanda borysthenica - †Aldrovanda clavata - †Aldrovanda dokturovskyi - †Aldrovanda eleanorae - †Aldrovanda europaea - †Aldrovanda inopinata - †Aldrovanda intermedia - †Aldrovanda kuprianovae | - †Aldrovanda megalopolitana - †Aldrovanda nana - †Aldrovanda ovata - †Aldrovanda praevesiculosa - †Aldrovanda rugosa - †Aldrovanda sibirica - †Aldrovanda sobolevii - †Aldrovanda unica - †Aldrovanda zussii |

- Lista completa

## Classificação do gênero
| Sistema | Classificação                       | Referência               |
| ------- | ----------------------------------- | ------------------------ |
| Linné   | Classe Pentandria, ordem Pentagynia | Species plantarum (1753) |